# Kukr lhk ti
Kukr lhk ti (imenovan tudi Kukr lhk ti by Whiteman feat. GF) je debitantski studijski album slovenske medgeneracijske punk rock skupine KLT by Whiteman feat. GF, izdan novembra 2017 pri Založbi kaset in plošč RTV Slovenija.

## Kritični odziv
Album je bil na portalu 24ur.com uvrščen na 12. mesto najboljših slovenskih albumov leta.

### Priznanja
| objava   | uvrstitev | seznam                        |
| -------- | --------- | ----------------------------- |
| 24ur.com | 12.       | Top 20 domačih albumov (2017) |

## Seznam pesmi
Vse pesmi je napisala Klara Gajšek.
| Št. | Naslov                    | Dolžina |
| --- | ------------------------- | ------- |
| 1.  | „Keudr‟                   | 2:42    |
| 2.  | „25. marec‟               | 4:15    |
| 3.  | „Zvesta‟                  | 3:04    |
| 4.  | „Rehabilitacija‟          | 2:51    |
| 5.  | „Požeruhi‟                | 3:08    |
| 6.  | „Plavi toksin‟            | 3:30    |
| 7.  | „Kitchen‟                 | 2:38    |
| 8.  | „Avtoriteta‟              | 3:58    |
| 9.  | „Modri plastelin‟         | 2:41    |
| 10. | „Subvencija‟              | 3:12    |
| 11. | „Religion‟ (feat. Ali En) | 2:41    |
| 12. | „Kritična‟                | 2:32    |
| 13. | „Hvala ježu‟              | 2:03    |

## Zasedba
KLT by Whiteman feat. GF
- Klara Gajšek — vokal, kitara
- Laura Gajšek — kitara
- Tita Gajšek — vokal, klaviature
- Marko Lesjak — bobni
- Tomaž Deželak — bas kitara

Dodatni glasbeniki
- Anton Čuden — saksofon
- Maruša Prnaver — violina
- Jani Izlakar — pozavna